# Gran Bretagna ai Giochi olimpici
Il Regno Unito ha partecipato per la prima volta ai Giochi olimpici nel 1896, prendendo parte a tutte le manifestazioni olimpiche successive con il nome di Gran Bretagna.
Come comitato olimpico nazionale (NOC) per il Regno Unito, la British Olympic Association (BOA) ricomprende le quattro Home Nations (Inghilterra, Irlanda del Nord, Scozia e Galles), più le tre dipendenze della Corona britannica (Guernsey, Isola di Man e Jersey) e tutti i territori d'oltremare britannici tranne i tre che hanno un proprio comitato olimpico autonomo (Bermuda, Isole Vergini britanniche e Isole Cayman).
Alcuni membri unionisti del governo nordirlandese hanno criticato il nome della squadra (Team GB) e hanno chiesto di rinominarla Team UK per chiarire che l'Irlanda del Nord fosse parte della squadra.
Secondo la Carta Olimpica, però, il Consiglio Olimpico d'Irlanda è responsabile per l'intera isola d'Irlanda. Gli atleti dell'Irlanda del Nord possono quindi scegliere se rappresentare la Gran Bretagna o l'Irlanda ai Giochi olimpici. Tutti i nordirlandesi, pur essendo cittadini britannici, hanno infatti anche il diritto di cittadinanza irlandese di nascita, come stabilito nell'accordo di Belfast del 1998 tra il governo britannico e irlandese. Diversi atleti nordirlandesi, in particolare nel pugilato o più recentemente Daniel Wiffen e Rhys McClenaghan, hanno vinto medaglie per l'Irlanda ai Giochi olimpici. Fino al 1920 tutti gli atleti irlandesi rappresentavano invece la Gran Bretagna ai Giochi, essendo l'intera isola d'Irlanda parte del Regno Unito.
Gli atleti britannici hanno vinto un totale di 916 medaglie ai Giochi olimpici estivi e 34 ai Giochi olimpici invernali. Il Regno Unito è l'unica nazione ad aver vinto almeno una medaglia d'oro in ogni Olimpiade estiva.

## Medaglieri

### Medaglie ai Giochi estivi
| Giochi                          | Oro | Argento | Bronzo | Totale |
| ------------------------------- | --- | ------- | ------ | ------ |
| 1896 Atene                      | 2   | 3       | 2      | 7      |
| 1900 Parigi                     | 15  | 8       | 9      | 32     |
| 1904 St. Louis                  | 1   | 1       | 0      | 2      |
| 1908 Londra (nazione ospitante) | 56  | 51      | 39     | 146    |
| 1912 Stoccolma                  | 10  | 15      | 16     | 41     |
| 1920 Anversa                    | 14  | 15      | 13     | 42     |
| 1924 Parigi                     | 9   | 13      | 12     | 34     |
| 1928 Amsterdam                  | 3   | 10      | 7      | 20     |
| 1932 Los Angeles                | 4   | 7       | 5      | 16     |
| 1936 Berlino                    | 4   | 7       | 3      | 14     |
| 1948 Londra (nazione ospitante) | 3   | 14      | 6      | 23     |
| 1952 Helsinki                   | 1   | 2       | 8      | 11     |
| 1956 Melbourne                  | 6   | 7       | 11     | 24     |
| 1960 Roma                       | 2   | 6       | 12     | 20     |
| 1964 Tokyo                      | 4   | 12      | 2      | 18     |
| 1968 Città del Messico          | 5   | 5       | 3      | 13     |
| 1972 Monaco                     | 4   | 5       | 9      | 18     |
| 1976 Montreal                   | 3   | 5       | 5      | 13     |
| 1980 Mosca                      | 5   | 7       | 9      | 21     |
| 1984 Los Angeles                | 5   | 11      | 21     | 37     |
| 1988 Seul                       | 5   | 10      | 9      | 24     |
| 1992 Barcellona                 | 5   | 3       | 12     | 20     |
| 1996 Atlanta                    | 1   | 8       | 6      | 15     |
| 2000 Sydney                     | 11  | 10      | 7      | 28     |
| 2004 Atene                      | 9   | 9       | 12     | 30     |
| 2008 Pechino                    | 19  | 13      | 19     | 51     |
| 2012 Londra (nazione ospitante) | 29  | 17      | 19     | 65     |
| 2016 Rio de Janeiro             | 27  | 23      | 17     | 67     |
| 2020 Tokyo                      | 22  | 20      | 22     | 64     |
| Totale                          | 284 | 318     | 314    | 916    |

### Medaglie ai Giochi invernali
| Giochi                      | Oro | Argento | Bronzo | Totale |
| --------------------------- | --- | ------- | ------ | ------ |
| 1924 Chamonix               | 1   | 1       | 2      | 4      |
| 1928 St. Moritz             | 0   | 0       | 1      | 1      |
| 1932 Lake Placid            | 0   | 0       | 0      | 0      |
| 1936 Garmisch-Partenkirchen | 1   | 1       | 1      | 3      |
| 1948 St. Moritz             | 0   | 0       | 2      | 2      |
| 1952 Oslo                   | 1   | 0       | 0      | 1      |
| 1956 Cortina d'Ampezzo      | 0   | 0       | 0      | 0      |
| 1960 Squaw Valley           | 0   | 0       | 0      | 0      |
| 1964 Innsbruck              | 1   | 0       | 0      | 1      |
| 1968 Grenoble               | 0   | 0       | 0      | 0      |
| 1972 Sapporo                | 0   | 0       | 0      | 0      |
| 1976 Innsbruck              | 1   | 0       | 0      | 1      |
| 1980 Lake Placid            | 1   | 0       | 0      | 1      |
| 1984 Sarajevo               | 1   | 0       | 0      | 1      |
| 1988 Calgary                | 0   | 0       | 0      | 0      |
| 1992 Albertville            | 0   | 0       | 0      | 0      |
| 1994 Lillehammer            | 0   | 0       | 2      | 2      |
| 1998 Nagano                 | 0   | 0       | 1      | 1      |
| 2002 Salt Lake City         | 1   | 0       | 1      | 2      |
| 2006 Torino                 | 0   | 1       | 0      | 1      |
| 2010 Vancouver              | 1   | 0       | 0      | 1      |
| 2014 Soči                   | 1   | 1       | 3      | 5      |
| 2018 Pyeongchang            | 1   | 0       | 4      | 5      |
| 2022 Pechino                | 1   | 1       | 0      | 2      |
| Totale                      | 12  | 5       | 17     | 34     |

### Sport estivi
| Sport              | Oro | Argento | Bronzo | Totale |
| ------------------ | --- | ------- | ------ | ------ |
| Atletica leggera   | 55  | 83      | 72     | 209    |
| Ciclismo           | 38  | 35      | 27     | 100    |
| Canottaggio        | 31  | 25      | 14     | 70     |
| Vela               | 31  | 21      | 12     | 64     |
| Nuoto              | 20  | 31      | 31     | 82     |
| Pugilato           | 20  | 15      | 27     | 62     |
| Tennis             | 17  | 14      | 12     | 43     |
| Tiro a segno       | 13  | 15      | 19     | 47     |
| Equitazione        | 13  | 12      | 15     | 40     |
| Canoa/kayak        | 5   | 8       | 6      | 19     |
| Hockey su prato    | 4   | 2       | 7      | 13     |
| Pentathlon moderno | 4   | 2       | 3      | 9      |
| Ginnastica         | 3   | 4       | 11     | 18     |
| Lotta              | 3   | 4       | 10     | 17     |
| Triathlon          | 3   | 3       | 2      | 8      |
| Calcio             | 3   | 0       | 0      | 3      |
| Pallanuoto         | 3   | 0       | 0      | 3      |
| Tuffi              | 2   | 3       | 8      | 13     |
| Taekwondo          | 2   | 3       | 4      | 9      |
| Polo               | 2   | 3       | 1      | 6      |
| Tiro con l'arco    | 2   | 2       | 5      | 9      |
| Racquets           | 2   | 2       | 3      | 7      |
| Tiro alla fune     | 2   | 2       | 1      | 5      |
| Motonautica        | 2   | 0       | 0      | 2      |
| Scherma            | 1   | 8       | 0      | 9      |
| Sollevamento pesi  | 1   | 4       | 3      | 8      |
| Golf               | 1   | 1       | 1      | 3      |
| Cricket            | 1   | 0       | 0      | 1      |
| Judo               | 0   | 8       | 12     | 20     |
| Rugby              | 0   | 3       | 0      | 3      |
| Badminton          | 0   | 1       | 2      | 3      |
| Pallacorda         | 0   | 1       | 1      | 2      |
| Lacrosse           | 0   | 1       | 0      | 1      |
| Skateboard         | 0   | 0       | 1      | 1      |
| Totale             | 284 | 316     | 310    | 910    |

Questa tabella esclude sette medaglie (una d'oro, due d'argento e quattro di bronzo) assegnate negli eventi di pattinaggio di figura del 1908 e del 1920.

### Sport invernali
| Sport                 | Oro | Argento | Bronzo | Totale |
| --------------------- | --- | ------- | ------ | ------ |
| Pattinaggio di figura | 5   | 3       | 7      | 15     |
| Curling               | 3   | 2       | 1      | 6      |
| Skeleton              | 3   | 1       | 5      | 9      |
| Bob                   | 1   | 1       | 3      | 5      |
| Hockey su ghiaccio    | 1   | 0       | 1      | 2      |
| Snowboard             | 0   | 0       | 2      | 2      |
| Freestyle             | 0   | 0       | 1      | 1      |
| Short track           | 0   | 0       | 1      | 1      |
| Totale                | 13  | 7       | 21     | 41     |

Questa tabella include sette medaglie (una d'oro, due d'argento e quattro di bronzo) assegnate negli eventi di pattinaggio di figura del 1908 e del 1920.